# Schmelzprobe
Eine Schmelzprobe ist ein physikalisches Verfahren zur Bestimmung des Schmelzpunkts oder ein chemisches Nachweisverfahren zur chemischen Reaktion einer erhitzten Probe in einer Schmelze oder durch thermische oder chemische Zersetzung.
- In der analytischen Chemie wird die Schmelzprobe zur ersten grob orientierenden Charakterisierung unbekannter Substanzen benutzt. Eine kleine Probe einer unbekannten Substanz wird dazu auf einer Magnesiarinne platziert und in der Flamme eines Bunsenbrenners erhitzt. So kann man visuell erkennen, ob die Probe verbrennt oder schmilzt und daraus Schlüsse ziehen.
- In der analytischen Chemie wird als Schmelzprobe oder Spinellprobe auch die Herstellung einer Oxidschmelze bezeichnet. Beispielsweise die Nachweisreaktion auf Aluminium als Thénards Blau
- In der Metallurgie ein Verfahren zur Ermittlung der Zusammensetzung einer Materialprobe. Dabei wird die Probe bis zum Schmelzpunkt erhitzt und aus der Schmelztemperatur auf den Werkstoff rückgeschlossen.